# Aeolochroma spadicocampa
Aeolochroma spadicocampa là một loài bướm đêm trong họ Geometridae.